# Kanada címere

A címer középső (pajzs) része

Kanada címerének közepét egy öt részre osztott pajzs alkotja. A bal felső sarokban Anglia jelképe, a vörös mezőn ágaskodó aranyszínű oroszlán, mellette a skótok jelképe, a sárga mezőn ágaskodó vörös színű oroszlán látható, alattuk az írek hárfája kék mezőn, valamint a franciák liliomai kerültek ábrázolásra kék mezőn. Ez a négy mező azokra az országokra utal, amelyek benépesítették Kanadát. A pajzs legalsó harmada fehér színű, három vörös színű juharlevéllel.
A pajzsot kétoldalt egy sárga színű oroszlán és egy fehér unikornis (egyszarvú ló) tartja, miközben mancsaikban egy brit és egy liliomos francia zászlót is tartanak a pajzs mellett. A pajzsot felül aranyszínű sisak és a koronázott sárga oroszlán díszíti. Alul kék szalagon olvasható az ország mottója: „A Mare Usque Ad Mare’ (A tengertől a tengerig). A címert 1921-ben fogadták el.

1921–1957
1957–1994
1994